# Championnat d'Écosse de football 2008-2009
Navigation
Édition précédente Édition suivante
La 112e édition du championnat d'Écosse de football est remportée par les Rangers FC. C’est la 11e saison sous la nouvelle formule dénommée Scottish Premier League et la deuxième sous le sponsoring de Clydesdale Bank. Le championnat a commencé le 9 août 2008. Après 33 matchs de championnat, la compétition est coupée en deux groupes de 6 équipes et chacune de ces six équipes joue une fois contre les cinq adversaires de son groupe. Cela donne finalement une saison à 38 matchs.
Les champions, les Rangers FC joueront l’année prochaine en Ligue des champions. Le Celtic FC, arrivé deuxième, est lui qualifié pour le troisième tour qualificatif à la Ligue des champions.
Quatre équipes sont qualifiés pour le toute nouvelle Ligue Europa qui remplace la Coupe UEFA : Heart of Midlothian et Aberdeen FC grâce à leurs 3e et 4e places en championnat, Falkirk FC pour avoir été le finaliste de la Coupe d'Écosse de football contre les Rangers déjà qualifiés en Ligue des Champions et Motherwell FC grâce au classement du Fair-Play européen qui offrait à l’Ecosse une place supplémentaire en coupe d’Europe.
A l’autre côté du classement, Inverness CT est relégué en deuxième division, remplacé pour la saison suivante par Saint Johnstone FC
La victoire en championnat c’est déterminé à la toute dernière journée du championnat. Les Rangers en tête avec deux points d’avance sur le Celtic FC devaient l’emporter pour valider définitivement leur titre de champion. Ils gagnent ce dernier match à Dundee contre le club de Dundee United par 3 buts à 1. Dans le même temps, le Celtic qui devait à la fois l’emporter impérativement et compter sur un match nul ou une défaite de leur concurrent ne fait que match nul contre Heart of Midlothian.

## Les clubs participant à l’édition 2008-2009
| Club                              | Stade                 | Capacité | Ville      |
| --------------------------------- | --------------------- | -------- | ---------- |
| Aberdeen Football Club            | Pittodrie Stadium     | 22 199   | Aberdeen   |
| Celtic Football Club              | Celtic Park           | 60 832   | Glasgow    |
| Dundee United Football Club       | Tannadice Park        | 14 209   | Dundee     |
| Falkirk Football Club             | Falkirk Stadium       | 6 935    | Falkirk    |
| Hamilton Academical Football Club | New Douglas Stadium   | 6 000    | Hamilton   |
| Heart of Midlothian Football Club | Tynecastle Stadium    | 17 420   | Édimbourg  |
| Hibernian Football Club           | Easter Road           | 17 500   | Leith      |
| Inverness Caledonian Thistle FC   | Caledonian Stadium    | 7 500    | Inverness  |
| Kilmarnock Football Club          | Rugby Park            | 18 128   | Kilmarnock |
| Motherwell Football Club          | Fir Park              | 13 742   | Motherwell |
| Rangers Football Club             | Ibrox Stadium         | 51 082   | Glasgow    |
| Saint Mirren Football Club        | New St Mirren Stadium | 8 000    | Paisley    |

## Compétition

### Classement
Le classement est établi sur le barème de points classique (victoire à 3 points, match nul à 1, défaite à 0).
| Rang | Équipe                | Pts | J  | G  | N  | P  | Bp | Bc | Diff |
| ---- | --------------------- | --- | -- | -- | -- | -- | -- | -- | ---- |
| 1    | Rangers FC C          | 86  | 38 | 26 | 8  | 4  | 77 | 28 | +49  |
| 2    | Celtic FC             | 82  | 38 | 24 | 10 | 4  | 80 | 33 | +47  |
| 3    | Heart of Midlothian   | 59  | 38 | 16 | 11 | 11 | 40 | 37 | +3   |
| 4    | Aberdeen FC           | 53  | 38 | 14 | 11 | 13 | 41 | 40 | +1   |
| 5    | Dundee United         | 53  | 38 | 13 | 14 | 11 | 47 | 50 | -3   |
| 6    | Hibernian FC          | 47  | 38 | 11 | 14 | 13 | 42 | 46 | -4   |
| 7    | Motherwell FC         | 48  | 38 | 13 | 9  | 16 | 46 | 51 | -5   |
| 8    | Kilmarnock FC         | 44  | 38 | 12 | 8  | 18 | 38 | 48 | -10  |
| 9    | Hamilton Academical P | 41  | 38 | 12 | 5  | 21 | 30 | 53 | -23  |
| 10   | Falkirk FC            | 38  | 38 | 9  | 11 | 18 | 37 | 52 | -15  |
| 11   | Saint Mirren          | 37  | 38 | 9  | 10 | 19 | 33 | 52 | -19  |
| 12   | Inverness CT          | 37  | 38 | 10 | 7  | 21 | 37 | 58 | -21  |

| Légende : Qualifications et relégations | Légende : Qualifications et relégations                                                |
| --------------------------------------- | -------------------------------------------------------------------------------------- |
|                                         | Ligue des champions de l'UEFA 2009-2010, phase de groupe : 1er                         |
|                                         | Ligue des Champions 2009-2010, troisième tour de qualification pour non-champions : 2e |
|                                         | Ligue Europa 2009-2010, tour de barrages                                               |
|                                         | Ligue Europa 2009-2010, troisième tour de qualification                                |
|                                         | Ligue Europa 2009-2010, deuxième tour de qualification                                 |
|                                         | Ligue Europa 2009-2010, premier tour de qualification                                  |
|                                         | Relégation en deuxième division                                                        |
|                                         | T : Tenant du titre C : Vainqueurs de la Coupe d'Écosse de football P : Promu          |

## Bilan de la saison
| Tableau d'honneur                |            |
| Compétition                      | Vainqueur  |
| Championnat d'Écosse de football | Rangers FC |
| Coupe d'Écosse de football       | Rangers FC |

| Promotions et relégations |                               |
| Promus                    | Saint Johnstone Football Club |
| Relégués                  | Inverness CT                  |

## Statistiques

### Meilleurs buteurs
| Rang | Buteur           | Equipe        | Buts |
| ---- | ---------------- | ------------- | ---- |
| 1    | Kris Boyd        | Rangers FC    | 27   |
| 2    | Scott McDonald   | Celtic FC     | 16   |
| 3    | Georgios Samaras | Celtic FC     | 15   |
| 4    | David Clarkson   | Motherwell FC | 13   |
| 5    | Derek Riordan    | Hibernian FC  | 12   |
| 6    | Steven Fletcher  | Hibernian FC  | 11   |